# Arhynchobatis
Arhynchobatis is een geslacht van kraakbeenvissen uit de familie van de Arhynchobatidae (langstaartroggen).

## Soort
- Arhynchobatis asperrimus Waite, 1909